# Borys Godunow (opera)

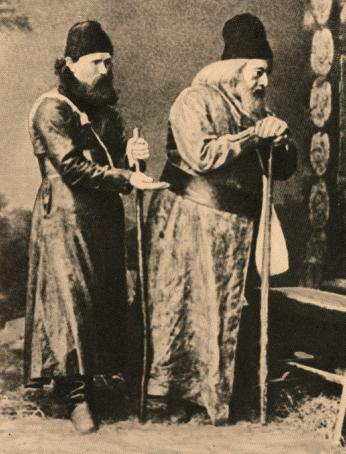
Giennadij Kondratiew i Osip Pietrow w rolach Misaiła i Warłama

Borys Godunow (ros. Борис Годунов, dawn. Борисъ Годуновъ) – opera w 4 aktach z prologiem. Autorem muzyki i libretta (opartego na tekście Aleksandra Puszkina) jest Modest Musorgski. Powstała w latach 1868–1872 i jest jedyną dokończoną operą Musorgskiego, który napisał dwie jej wersje (pierwsza, z 1869, nie została dopuszczona do wystawienia). Swoją prapremierę dzieło miało w 1874. Borys Godunow całkowicie opiera się na rosyjskiej tradycji muzycznej, odrzucając wpływy opery niemieckiej i włoskiej.

## Osoby
Opracowano na podstawie materiału źródłowego:
- car Borys Godunow – baryton lub bas
- Fiodor, jego syn – mezzosopran
- Ksenia, jego córka – sopran
- Niania Kseni – mezzosopran lub kontralt
- Grigorij, Dymitr Samozwaniec I – tenor
- mnich Pimen – bas
- kniaź Szujski – tenor
- Maryna Mniszchówna, polska wojewodzianka – mezzosopran
- Rangoni – bas
- Warłam – bas
- Misaił – tenor
- Jurodiwyj – tenor
- Ławicki, jezuita – bas

## Historia utworu
W końcu roku 1868 Musorgski zaczął i porzucił pracę nad dwiema operami – Salambo na podstawie powieści Flauberta oraz Ślubem, dziełem rosyjskim w formie, dla którego inspiracją był Kamienny gość Dargomyżskiego. Jesienią tego samego roku Władimir Nikolski, profesor literatury rosyjskiej i znawca twórczości Puszkina, zasugerował kompozytorowi podjęcie tematu poruszonego w dramacie tego autora Borys Godunow. Musorgski zgodził się i w październiku rozpoczął pracę nad librettem, przerabiając i wzbogacając najbardziej dramatyczne fragmenty składającego się z 24 scen dramatu. Dla zachowania autentyzmu dzieła wspierał się pracami Karamzina, któremu notabene dramat był zadedykowany. W ślad za Karamzinem Musorgski uznał Borysa Godunowa za inicjatora zabójstwa carewicza Dymitra, co nie zostało jednoznacznie udowodnione, i na tym założeniu oparł całość dzieła.
Chociaż kompozytor równocześnie pracował jako urzędnik państwowy, w nieco ponad rok napisał całość muzyki i na początku roku 1870 wysłał operę do dyrekcji Teatru Imperialnego, która jednak dzieło odrzuciła z powodu zbytniego odstępstwa od tradycyjnej formy (brak pierwszoplanowych ról tenorowej i sopranowej, wyjątkowa ilość chórów i scen zbiorowych). Musorgski przerobił zatem dzieło, dodając kilka scen, rozbudowując postać Samozwańca i role kobiece oraz całkowicie dodając kreację Maryny Mniszchówny. W czerwcu 1872 zmieniona wersja była gotowa i została zaakceptowana.
5 lutego 1873 przyjaciele Musorgskiego sami zajęli się inscenizacją fragmentów dzieła w Teatrze Mariańskim w St. Petersburgu, które zostały przyjęte z niespotykanym entuzjazmem. 27 stycznia 1874, ponownie z ogromnym sukcesem wśród publiczności, opera miała swoją prapremierę w całości (wyłączając kilka scen wyciętych z inicjatywy dyrygenta Eduarda Nápravníka; nie jest wyjaśnione, na ile stało się to za zgodą kompozytora).

## Treść

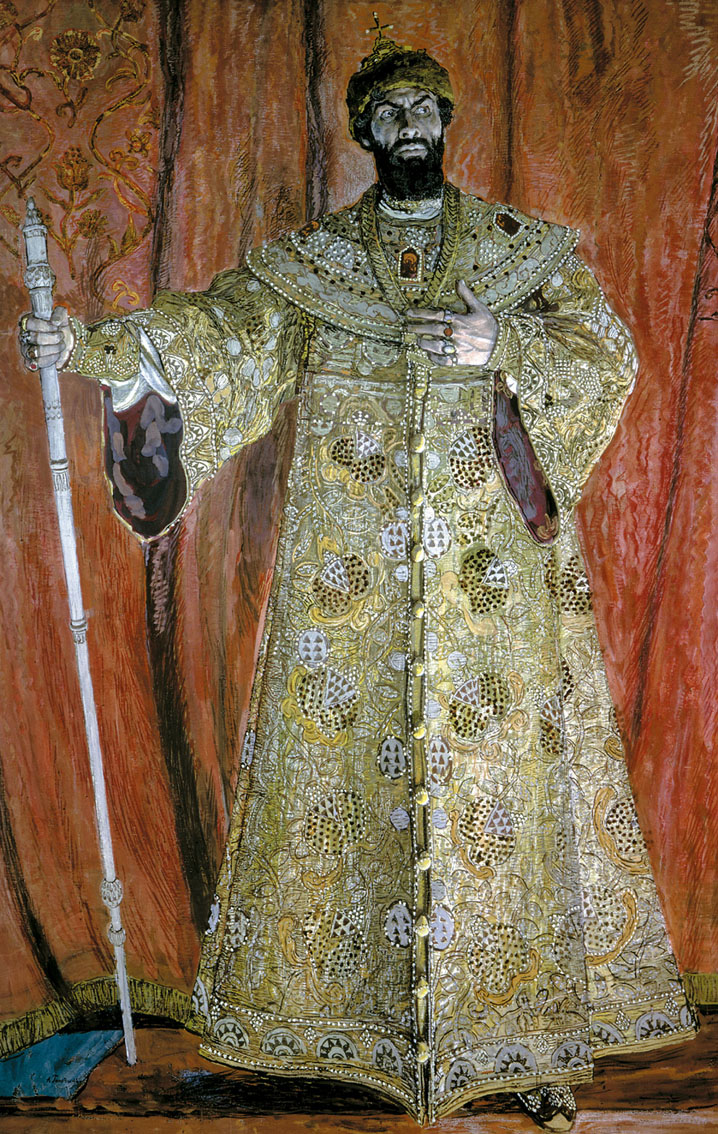
Fiodor Szalapin jako Borys Godunow

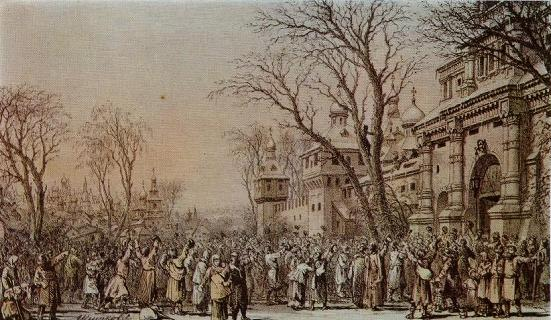
Projekt dekoracji dla sceny w Klasztorze Nowodziewiczym

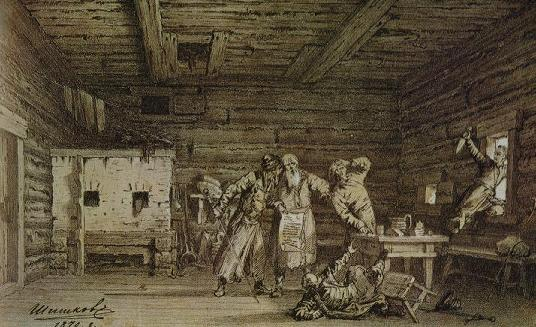
Projekt dekoracji dla sceny w karczmie

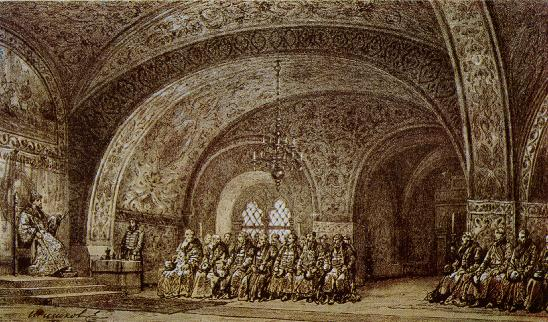
Projekt dekoracji Pałacu Kremlowskiego

### Prolog
Dziedziniec Monasteru Nowodziewiczego pod Moskwą. Tłum zbiera się przed klasztorem, gdzie czasowo mieszka stary Borys Godunow. Na polecenie szefa prystawów Nikitycza lud klęka, prosząc Borysa, by został nowym carem. Andriej Szczełkałow, sekretarz Dumy, ogłasza konsekwentną odmowę Borysa i prosi lud, by modlił się o zmianę zdania przez niego. Procesja pielgrzymów śpiewa hymn, nawołując lud do skończenia z anarchią w kraju.
Plac Katedralny na Kremlu. Przy dźwięku dzwonów Wasyl Szujski nakazuje ludowi chwalenie cara Borysa. Po procesji bojarów pojawia się sam Borys Godunow, prosząc o boże błogosławieństwo dla swoich rządów. Tłum śpiewa pochwałę nowego władcy, który zaprasza wszystkich na tradycyjną ucztę, sam udając się na modlitwę. Prystawi starają się utrzymać porządek w tłumie.

### Akt I
Cela w Monasterze Czudowskim na Kremlu. Stary Pimen pisze kronikę historii Rosji, kiedy pojawia się młody nowicjusz Grigorij, by opowiedzieć swój straszny sen, w którym wspiął się na wysoką wieżę i spadł, wyśmiewany przez lud. Żałuje, że tak wcześnie wycofał się z życia światowego do klasztoru, zazdrości Pimenowi bogatego życia. Pimen chwali rządy Iwana Groźnego, porównując go z carobójcą Borysem Godunowem, opowiada Grigorijowi historię zabójstwa carewicza dokonanego przez Borysa. Grigorij wpada na pomysł wystąpienia jako samozwańczy, cudownie ocalony następca tronu.
Karczma na granicy z Litwą. Pojawiają się dwaj wędrowni mnisi – Warłam i Misaił – w towarzystwie ubranego w świecki strój Grigorija. Podpity Warłam śpiewa o wydarzeniach w Kazaniu w czasach Iwana Groźnego, Grigorij pyta karczmarkę o drogę do granicy z Litwą. Pojawia się grupa prystawów, szukających zbiegłego z Monasteru Czudowskiego mnicha, który zapowiadał, iż zostanie carem. Widząc podejrzane zachowanie Warłama, chcą go zatrzymać, zwłaszcza po tym, gdy Grigorij celowo wprowadza w błąd niepiśmiennego prystawa, czytając mu nakaz zatrzymania i wstawiając opis wyglądu Warłama w miejsce swojego. Warłam zapewnia jednak o swojej niewinności i ponownie odczytuje, tym razem poprawnie, treść dokumentu. Grigorijowi udaje się jednak uciec.

### Akt II
Pałac Kremlowski. Córka Borysa Ksenia wspomina swojego zmarłego ukochanego, jej nastroju nie są w stanie poprawić niania i Fiodor. Nagle pojawia się Borys i nakazuje kobietom odejść, po czym ujawnia nurtujący go niepokój po zdobyciu pełni władzy oraz nękające go wizje zakrwawionego, błagającego o litość dziecka. Fiodor wychodzi, by zobaczyć, czy coś nie wydarzyło się w jego pokojach; tymczasem wchodzi Bojar, denuncjując przybyłego właśnie Wasyla Szujskiego jako intryganta politycznego. Po powrocie Fiodora car ostrzega go przed doradcami takimi jak Szujski, kiedy już odziedziczy po nim tron. Tymczasem pojawia się sam Szujski, ogłaszając pojawienie się Samozwańca. Tracący równowagę psychiczną Borys pyta Szujskiego, czy zabite dzieci mogą wracać i nękać carów Rosji, po czym pyta, czy zabity chłopiec naprawdę był Dymitrem, następcą tronu. Chociaż Szujski potwierdza ten fakt, sugeruje, że mógł mieć miejsce cud. Przerażony Borys nakazuje Szujskiemu odejść; po chwili znowu ma wizję zabitego chłopca. W halucynacji zwraca się do niego, zaprzeczając, jakoby był odpowiedzialny za jego śmierć, po czym pada na ziemię w modlitwie.

### Akt III
Buduar Maryny Mniszchówny. Służące wojewodzianki śpiewają sentymentalną piosenkę, by wprawić Marynę w dobry nastrój, ta jednak oznajmia, że woli utwory o wielkich czynach rycerskich i wyrzuca wszystkie kobiety. Zostawszy sama, śpiewa o swoim pragnieniu chwały i władzy. Wchodzi Rangoni, domagając się, by Maryna jako przyszła caryca doprowadziła do konwersji Rosji na katolicyzm. Twierdzi, że Maryna powinna poświęcić wszystko dla chwały Kościoła. Słysząc jej oburzenie wobec hipokryzji księży, Rangoni deklaruje, że jest ona w mocy sił piekielnych, po czym znowu żąda od niej posłuszeństwa.
Zamek Mniszchów, ogród. Samozwaniec marzy o Marynie, jednak zamiast niej pojawia się tylko Rangoni, informując go, że kobieta chce z nim rozmawiać. Dmitrij prosi o spotkanie z Maryną, jednak Rangoni domaga się, by w pierwszej kolejności Samozwaniec pozwolił mu śledzić każdy jego krok, na co ten zgadza się w zamian za spotkanie z Mniszchówną. Z zamku wychodzi grupa polskich szlachciców, tańcząc poloneza i śpiewając o pokonaniu Rosjan. Po ich odejściu szaleńczo zakochany Samozwaniec w końcu może porozmawiać z Mniszchówną, ta jednak zapowiada, że zainteresuje się nim dopiero wtedy, gdy zdobędzie on koronę rosyjską, po czym odpędza go. Wściekły Samozwaniec zapowiada wymarsz na Moskwę i przyjemność, jaką będzie miał, widząc dumną Marynę błagającą go o wybaczenie, wyśmiewaną przez lud. Wówczas kobieta zmienia ton i wyznaje mu miłość.

### Akt IV
Plac przed Kremlem. Tłum zbiera się przed soborem Wasyla Błogosławionego, dyskutując o obłożonym anatemą zbiegłym z klasztoru mnichu, w którym zdają się poznawać carewicza Dymitra. Z coraz większym zaangażowaniem rozmawiają o jego marszu na Moskwę i przyszłym losie Borysa Godunowa. Pojawia się jurodiwyj, śpiewając pozbawioną sensu piosenkę, wyśmiewany przez uliczników. Grupa biedaków prosi o chleb, po czym znów rozlega się płacz jurodiwego, do którego zbliża się Borys, pytając o powód takiego zachowania. Jurodiwyj opowiada o skradzionej mu przez dzieci kopiejce i prosi cara, by zarządził zabójstwo złodziei, tak jak ongiś kazał zabić małego Dymitra. Szujski chce go zatrzymać, ale Borys zamiast tego prosi jurodiwego o modlitwę za siebie. Po wyjściu cara jurodiwyj oznajmia jednak, że nie może modlić się za „cara Heroda” i zamiast tego lamentuje nad losem Rosji.
Pałac Kremlowski. Trwa sesja Dumy. Bojarzy głosują nad losem Samozwańca, postanawiając skazać go na śmierć razem ze wszystkimi zwolennikami. Pojawia się Szujski, opowiadając – początkowo ku ogólnemu niedowierzaniu – że widział cara odpędzającego od siebie widmo dziecka. Jednak na potwierdzenie jego słów pojawia się w takim właśnie stanie sam Borys. Bojarzy są przerażeni. Wchodzi Pimen, by opowiedzieć o ślepcu, który we śnie usłyszał głos carewicza, modlił się następnie na jego grobie i odzyskał wzrok. Historia ta staje się ostatecznym ciosem dla Borysa, który wzywa swojego syna, udziela mu ostatnich rad i umiera.

## Odbiór

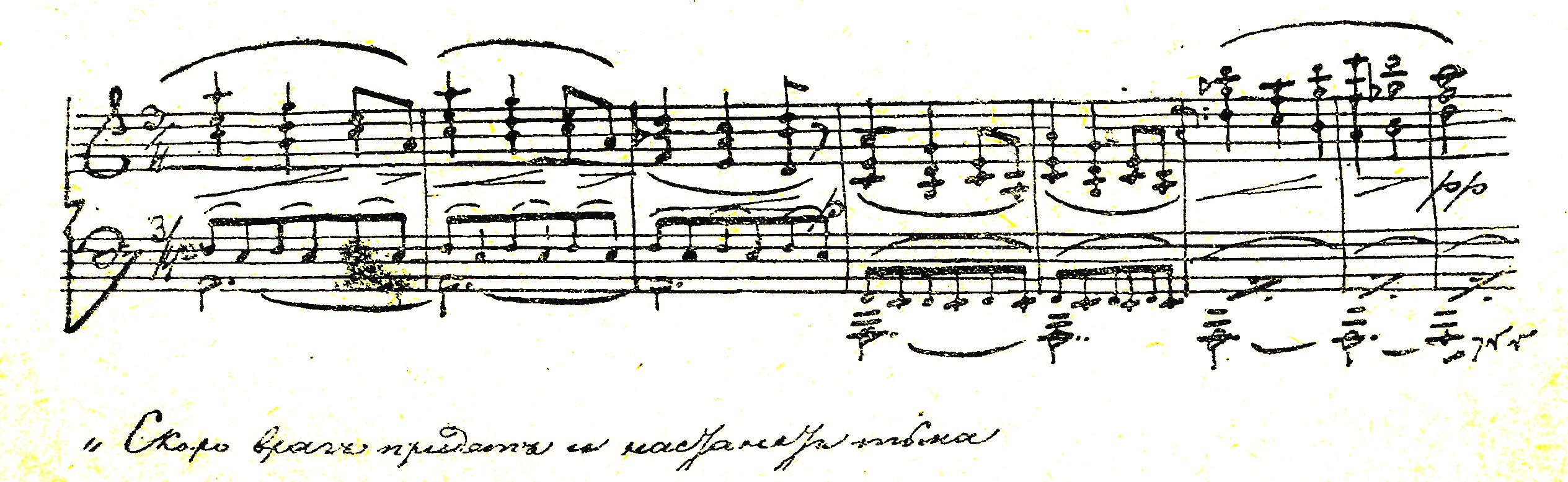
Fragment partytury opery

Jako idący najdalej w wykorzystywaniu tradycyjnej muzyki rosyjskiej z całej Potężnej Gromadki, Musorgski był też najczęstszym celem ostrych ataków ze strony muzycznych konserwatystów. Borys Godunow, chociaż dobrze przyjęty przez publiczność, stał się kolejnym powodem tych ataków. Piotr Czajkowski uznał Musorgskiego za „muzycznego analfabetę, który jest dumny ze swojej ignorancji”. Inni krytycy pisali o operze jako zbyt głośnej, ocierającej się o kakofonię, chaotycznej. Nawet Cezar Cui, który nie dostrzegł w Borysie Godunowie ogromnego kroku naprzód w muzycznej dramaturgii i ekspresji określił dzieło jako niedojrzałe i nierówne. Chociaż docenił wiele numerów i scen z opery, nie zostawił suchej nitki na ogólnej formie utworu i libretcie. Za życia Musorgskiego tylko jeden krytyk dostrzegł wszystkie walory dzieła: Baskin z gazety Petersburskij Listok podkreślał wyjątkowy talent autora w przekazywaniu uczuć bohaterów za pomocą muzyki, był pełen uznania zarówno dla orkiestracji, jak i dla partii wokalnych.
Również i współcześnie wśród najczęściej wymienianych zalet utworu jest jego oryginalność i siła wyrazu, jak również niezwykle bogato nakreślona postać tytułowa. Borys Godunow nie przestaje być jednak krytykowany za niespójną formę i niedostatki kompozytorskiej techniki w partiach orkiestrowych. Ponadto muzyczny konserwatyzm sprawił, że przez 75 lat od premiery wystawiana była nie oryginalna kompozycja Musorgskiego, ale „uładzona” wersja Rimskiego-Korsakowa (co zresztą dotyczy także innych prac Musorgskiego). Dopiero w drugiej połowie XX wieku krytyka muzyczna doceniła w pełni walory pierwotnej wersji opery. Dziś Borys Godunow wymieniany jest jako jedna z najlepszych, jeśli nie najlepsza opera rosyjska. Wystawiany jest w oryginalnym języku, chociaż – jak i w przypadku wielu innych czołowych dzieł operowych Rosji – były próby jej tłumaczenia na włoski, niemiecki i angielski.

## Zmodyfikowane wersje

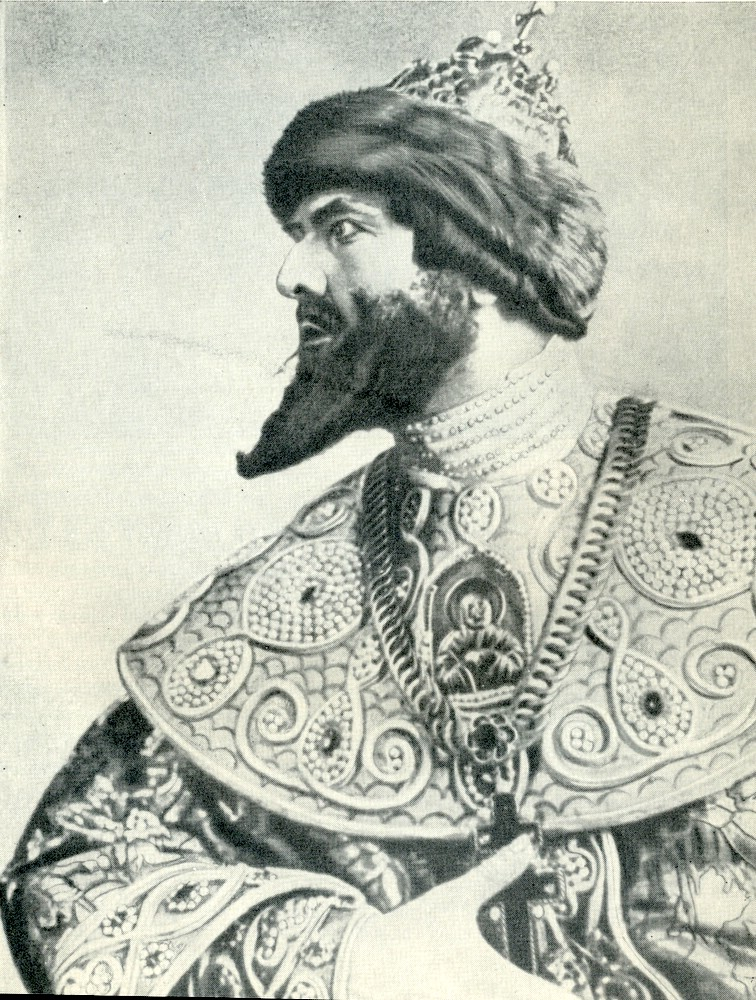
Fiodor Szalapin jako Borys Godunow, 1913

### Rimski-Korsakow
Chociaż Nikołaj Rimski-Korsakow zdawał sobie sprawę z nowatorskich walorów opery, po śmierci Musorgskiego dokonał w niej znaczących przeróbek orkiestracyjnych, zmieniając wielokrotnie harmonię, dynamikę, a nawet wprowadzając własne linie melodyczne i zmieniając kolejność scen lub usuwając całe fragmenty. Celem wielu z tych zmian było uczynienie opery jeszcze bardziej monumentalną na potrzeby paryskiej premiery. Rimski-Korsakow zapewniał jednak, że zachował oryginalny charakter dzieła. Wersja Rimskiego-Korsakowa zdominowała światowe sceny na następne siedem dekad, chociaż jej wystawienie nie obyło się bez kontrowersji. Nawet Bałakiriew i Cui, ongiś krytyczni wobec opery Musorgskiego, teraz zarzucili Rimskiemu zbyt arbitralne przeróbki, odebranie dziełu jego pierwotnego surowego charakteru i tym samym zniszczenie pierwotnych zamysłów kompozytora. Obrońcy wersji Rimskiego-Korsakowa twierdzili, że tylko dzięki jego zmianom Borys Godunow mógł być doceniony na światowych scenach, gdyż dzieło było po prostu zbyt oryginalne i zbyt specyficzne w swojej pierwotnej formie. Obecnie na scenach zachodnich powraca się do wersji pierwotnej, podczas gdy opery rosyjskie nadal wystawiają Borysa Godunowa z przeróbkami Rimskiego-Korsakowa.

### Szostakowicz
Dmitrij Szostakowicz pracował nad ponowną orkiestracją Borysa Godunowa w latach 1939–1940. Pełen respektu dla talentu Musorgskiego, uważał on jednak wiele fragmentów opery za niedopracowane. Zmienił również zasadniczą rolę orkiestry, która u Musorgskiego pozostawała na drugim planie, wprowadzając do niej dodatkowe instrumenty i poszerzając ich rolę. Szostakowicz podziwiał wyobraźnię muzyczną Musorgskiego, lecz uważał, że kompozytor ten nie był w stanie realizować wszystkich stworzonych przez siebie koncepcji; jego orkiestracja miała być za to rekompensatą. Równocześnie Szostakowicz krytycznie patrzył na pracę Rimskiego-Korsakowa, który jego zdaniem nie zrozumiał roli orkiestry w zamyśle Musorgskiego i poprzez wprowadzone zmiany sprawił, że przestała ona ilustrować emocje bohaterów. Wersja Szostakowicza, mimo wielu zalet, nie zdobyła jednak większej popularności.

## Postacie historyczne

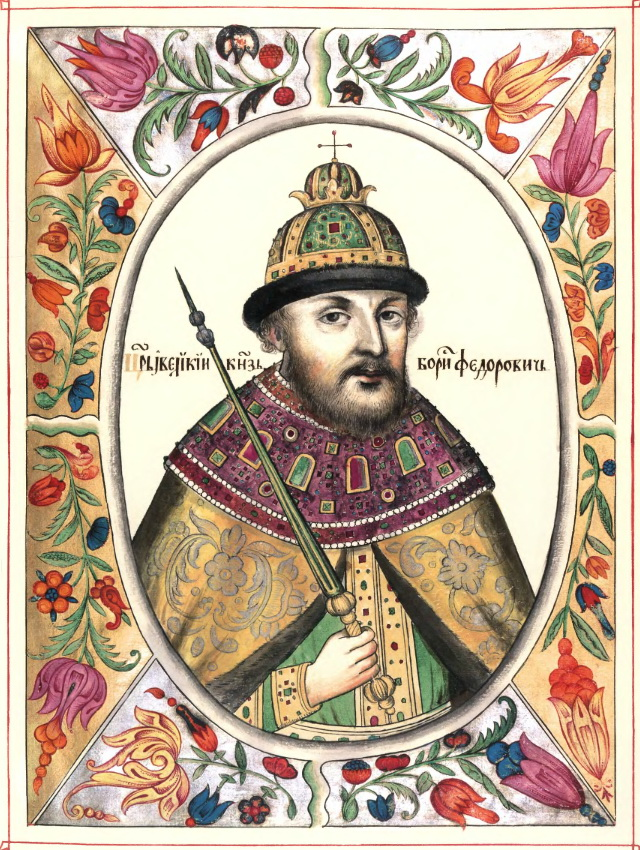
Borys Godunow (1551–1605)
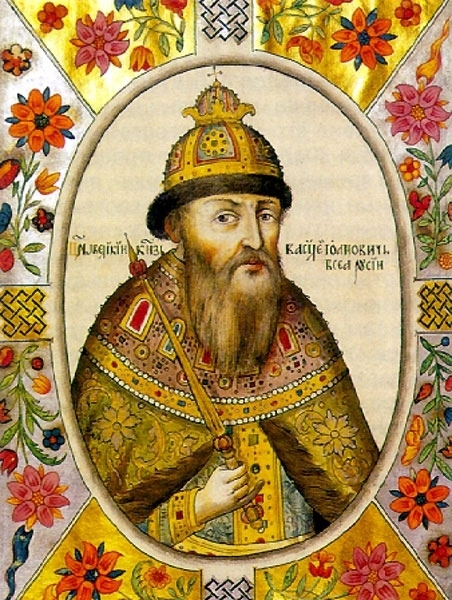
Wasyl IV Szujski (1552–1612)
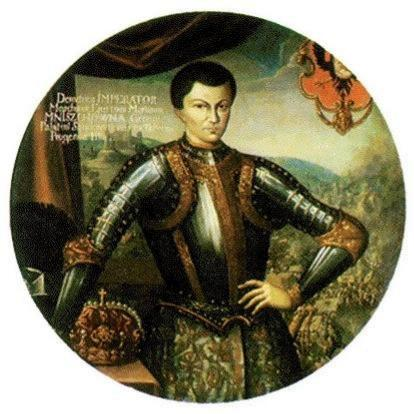
Dymitr Samozwaniec I (ok. 1581–1606)
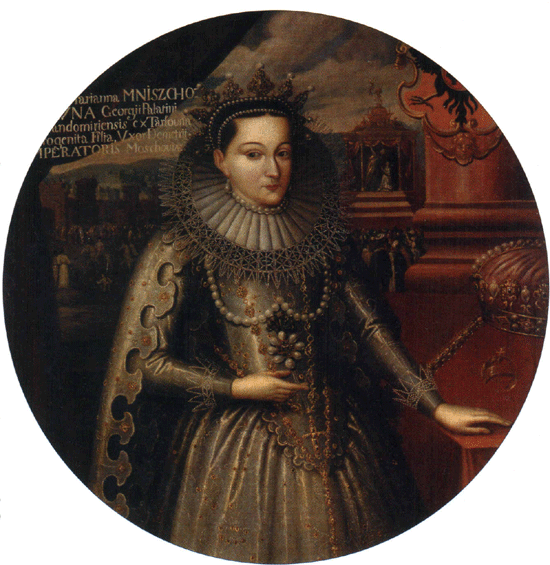
Maryna Mniszchówna (1588–1614)